# Cystostereum
Cystostereum là một chi nấm thuộc họ Cystostereaceae.